# بینوایان (فیلم ۱۹۵۲)
بینوایان (انگلیسی: Les Misérables) فیلمی در ژانر درام و رمانتیک به کارگردانی لوئیس مایلستون است که در سال ۱۹۵۲ منتشر شد. این فیلم بر اساس رمانی به همین نام نوشته ویکتور هوگو ساخته شده است

## بازیگران
- مایکل رنی در نقش ژان والژان
- دبرا پاجت در نقش کوزت
- رابرت نیوتن در نقش ژاور
- ادموند گون در نقش اسقف Myriel
- سیلویا سیدنی در نقش فانتین
- کامرون میچل در نقش ماریوش
- السا لنچستر
- جیمز رابرتسن جاستیس
- ژوزف وایزمن
- ریس ویلیامز
- فلورنس بیتس
- مری اندرس